# Medeón

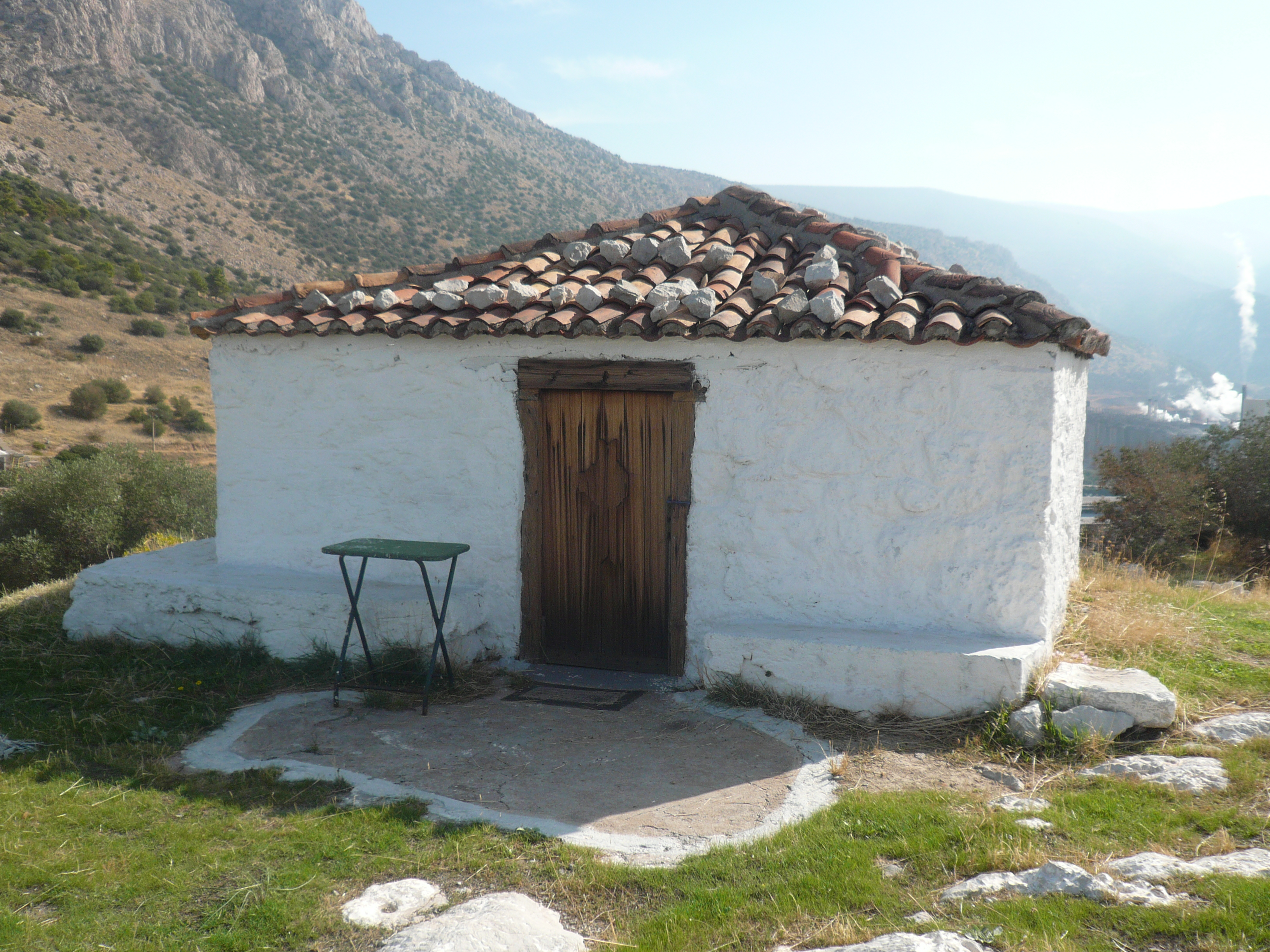
Kostelík na akropoli (Ekklisia Agii Theodori)

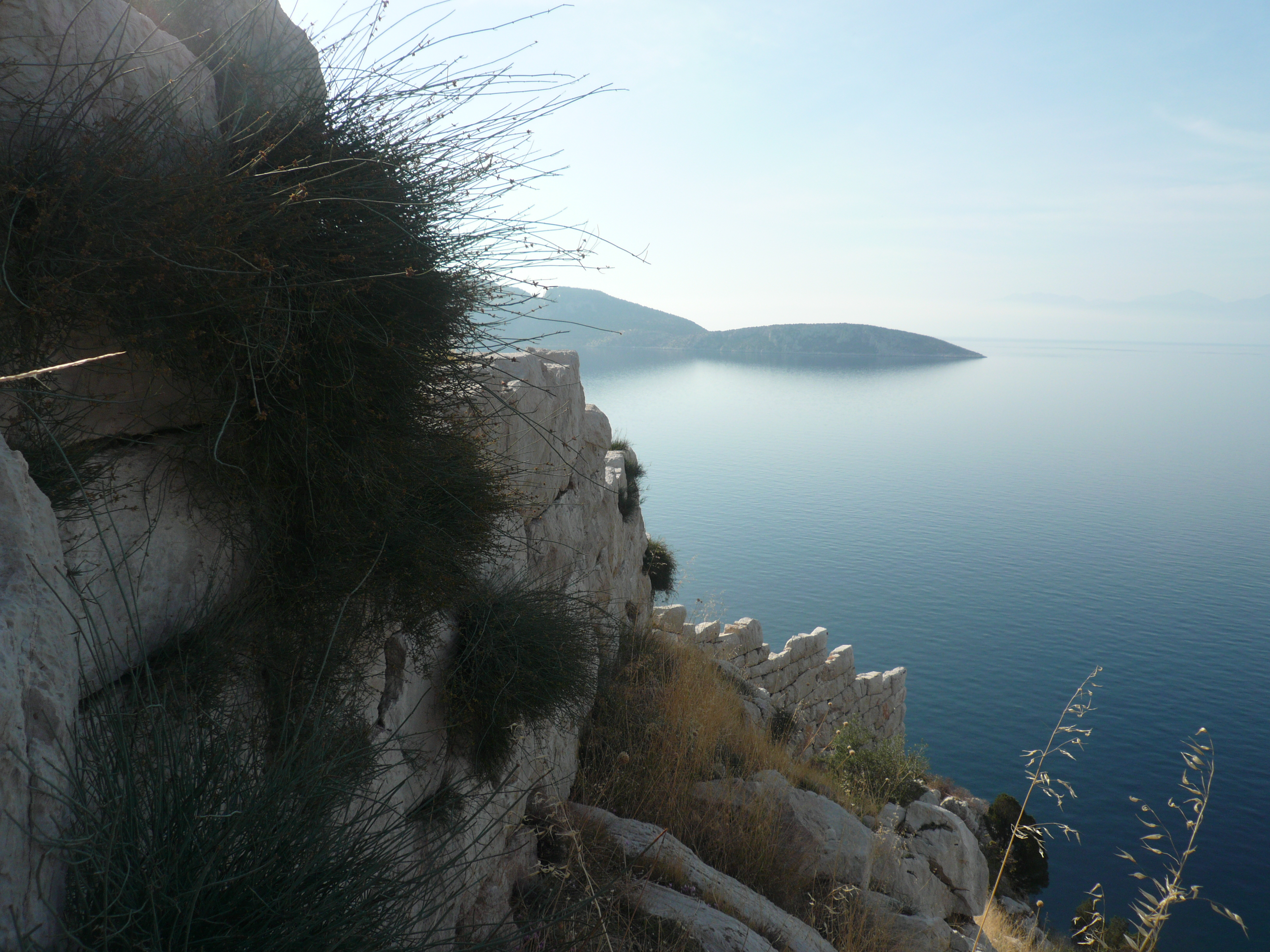
Ruiny akropole se zbytky hradeb antického města Medeón

Medeón (starořecky Μεδεών) bylo antické město na pobřeží Korintského zálivu. V 9. století př. n. l. bylo spolu s Delfami jediným sídlištěm ve Fókidě. Ve 21. století se lokalita nazývá Ekklisia Agii Theodori nachází na území Bojótie v obecní jednotce Distomou jižně od vesnice Agios Nikolaos. Delfy a Medeón od sebe odděluje pohoří Mt. Kirphis (nejvyšší bod 1565 m n. m.), které bylo zřejmě překážkou větších kontaktů v počátcích obou sídel.
První archeologický výzkum zde uskutečnil v roce 1907 řecký archeolog Georgios Sotiriadis, kdy byly vykopány hroby od mykénského po helénistické období, ale většinu podstatných dat se podařilo získat až ze záchranných výzkumů prováděných v 60. letech 20. století. Velká část lokality však zůstává neprozkoumaná.

## Historie
Podle dosud zjištěných poznatků se zdá, že sídliště bylo během mykénského období poměrně rozsáhlé a významné, akropole byla obydlena již od rané doby bronzové. Podobně jako v Delfách tu máme mezeru od konce doby bronzové, ale asi o něco kratší, protože se podařilo objevit hroby z 10. století př. n. l. Vykopáné pohřebiště bylo poměrně rozsáhlé a obsahovalo přes 250 hrobů od geometrického po klasické období. Na místní keramice jsou patrné vlivy hlavně ze severu a z Euboie. Místní jemná keramika se zde vůbec nenachází a je výlučně importována.
Na konci 8. století př. n. l. nastává markantní nárůst pohřbívání, což je odrazem většího nárůstu populace, který udělal s Medeonu největší sídliště v regionu Fokidy. V tomto období nastává zintenzivnění kontaktů s Korintem (ty začaly již v pozdně protogeometrickém období), soudě podle zastoupení korintské keramiky a její lokálních vzorů na lokalitě. Kontakty z Korintu byly oproti ostatním sídlům v regionu překvapivě silné, Medeón tak byl i díky nim poměrně významným a stále expandujícím městem.
Dokud v 8. století př. n. l. byl zájem Korintu o Delfy i Medeón intenzivní, pak v 7. století př. n. l. se definitivně přesunul na Delfy, následkem čehož Medeón zaznamenal úpadek. Svatyně v Delfách začínala získávat prestiž a z tohoto důvodu zřejmě nebylo žádoucí udržovat další silnou komunitu v jejím okolí. Pohřbů z archaického a klasického období je poměrně málo a také jsou chudší. Medeón se tak zřejmě stal (alespoň nepřímo) obětí expanze Delf. Propad Medeónu pokračoval dál a v druhém století, kdy město navštívil Pausanias, bylo už jen ruinou bez známek osídlení.
Při popisu lokality nelze nezmínit kult héroa, praktikovaný v původní mykénské hrobce. V kruhové komorové hrobce bylo objeveno velké množství nádob z poloviny 8. století př. n. l. Kultovní aktivita zde pokračovala pravděpodobně až do 6. století př. n. l.